# Wachowice

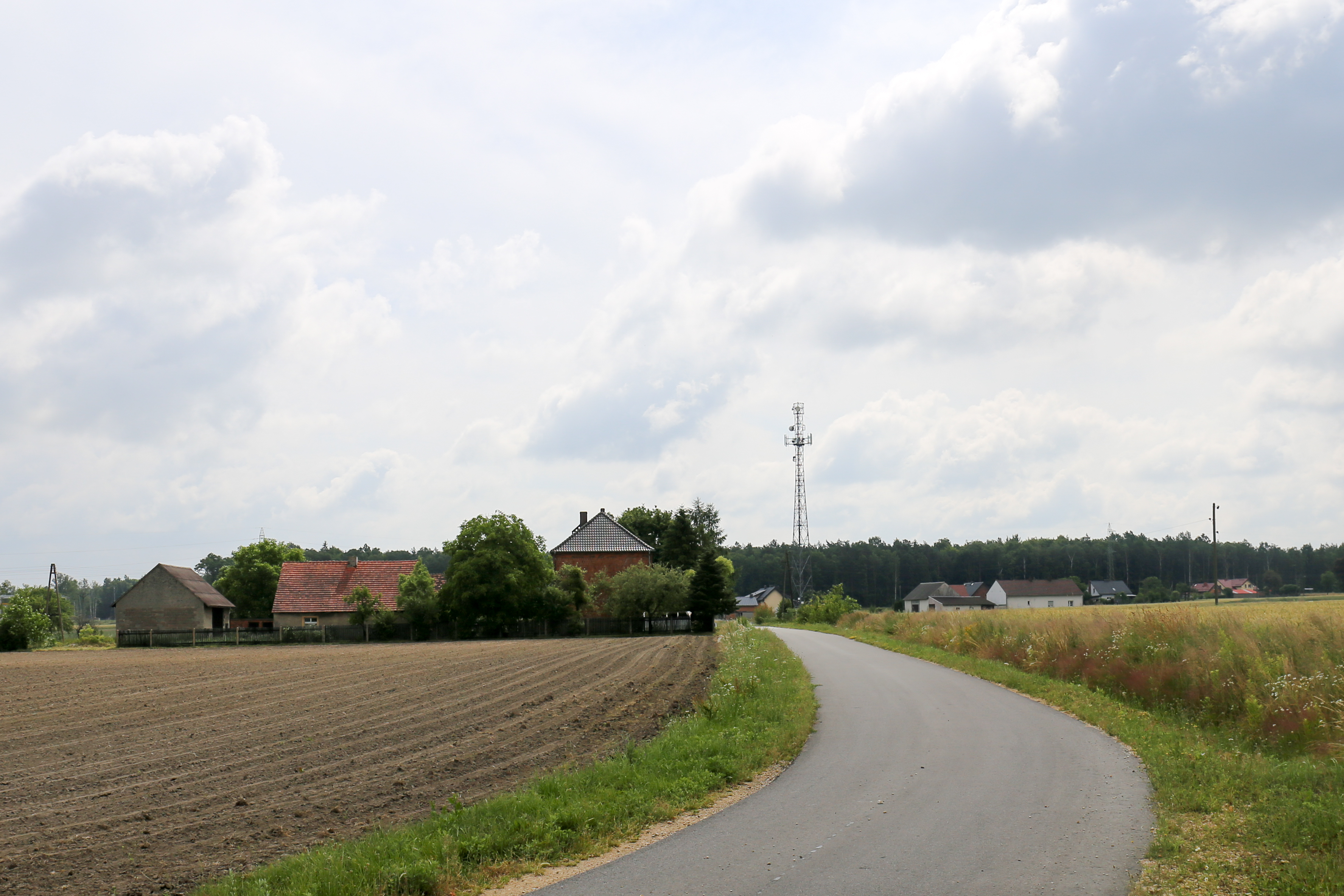
Blick auf den Ort

Wachowice (deutsch Wachowitz) ist ein Ort am Stober in der Stadt- und Landgemeinde Olesno (Rosenberg O.S.) im Powiat Oleski der Woiwodschaft Opole (Oppeln) in Polen.

## Geographie
Wachowice liegt rund vier Kilometer südlich von Olesno und 50 Kilometer nordöstlich von Opole (Oppeln). Durch den Ort verläuft die Woiwodschaftsstraße Droga wojewódzka 901. Das Dorf ist umgeben von weitläufigen Waldgebieten.
Nachbarorte von Wachowice sind im Westen Wachów (Wachow) und im Osten Wysoka (Wyssoka).

## Geschichte
Wachowitz, das zum Herzogtum Oppeln gehörte, wurde 1608 durch die Stadt Rosenberg von Conrad Zirn von Starbitz für 1560 Gulden erworben.
Nach dem Ersten Schlesischen Krieg 1742 fiel Wachowitz mit dem größten Teil Schlesiens an Preußen. 1783 wurde es in den Beyträge(n) zur Beschreibung von Schlesien als Wachowi(t)z erwähnt. Damals gehörte es zur Rosenberger Kämmerei, 64 Einwohner, ein Vorwerk, einen Bauern und sieben Gärtner.
Nach der Neuorgliederung der Provinz Schlesien gehörte die Landgemeinde Wachowitz ab 1816 zum Landkreis Rosenberg O.S., mit dem es bis 1945 verbunden blieb. 1845 bestanden im Dorf ein Vorwerk, eine Brennerei, eine Brauerei und 15 Häuser und 120 Einwohner, allesamt katholisch. 1855 lag die Einwohnerzahl bei 125. Für 1865 sind belegt: ein Bauer, sechs Gärtner und drei Häusler. 1874 wurde der Amtsbezirk Wachowitz gebildet, dem die Landgemeinden Wachowitz und Wyssoka sowie die Gutsbezirke Wyssoka und Wyssoka, Kämmereiforst eingegliedert wurden. 1885 zählte Wachowitz 89 Einwohner.
Bei der Volksabstimmung in Oberschlesien am 20. März 1921 stimmten vor Ort 58 Wahlberechtigte für einen Verbleib Oberschlesiens bei Deutschland und 77 für eine Zugehörigkeit zu Polen. Wachowitz verblieb nach der Teilung Oberschlesiens beim Deutschen Reich. 1925 zählte der Ort 125, 1933 wiederum 283 Einwohner. Am 16. Mai 1936 wurde der Ort im Zuge einer Welle von Ortsumbenennungen der NS-Zeit in Stoberquell umbenannt. Am 1. April 1939 wurde Stoberquell in die Landgemeinde Mühlendorf O.S. eingemeindet. Bis 1945 befand sich der Ort im Landkreis Rosenberg O.S.
Als Folge des Zweiten Weltkrieges kam der bis dahin deutsche Orte 1945 an Polen, wurde der Woiwodschaft Schlesien angeschlossen und in Wachowice umbenannt. 1950 kam der Ort zur Woiwodschaft Opole und 1975 zur Woiwodschaft Częstochowa (Tschenstochau). Seit 1999 gehört Wadowice zum Powiat Oleski.